# Státní svátky Belgie
Státní svátky Belgie uvádějí přehled státních svátků, vyhlášených v Belgii.
| Datum                      | Český název             | Nizozemsky                       | Francouzsky                                 | Německy                                 |
| -------------------------- | ----------------------- | -------------------------------- | ------------------------------------------- | --------------------------------------- |
| 1. ledna                   | Nový rok                | Nieuwjaar                        | Nouvel An                                   | Neujahr                                 |
|                            | Velký pátek             | Pasen                            | Pâques                                      | Ostern                                  |
|                            | Velikonoční pondělí     | Paasmaandag                      | Lundi de Pâques                             | Ostermontag                             |
| 1. května                  | Svátek práce            | Dag van de arbeid                | Fête du Travail                             | Tag der Arbeit                          |
| 6. čtvrtek po Velikonocích | Nanebevstoupení         | Onze Lieve Heer hemelvaart       | Ascension                                   | Christi Himmelfahrt                     |
| 7. neděle po Velikonocích  | Svatodušní neděle       | Pinksteren                       | Pentecôte                                   | Pfingsten                               |
| 7. pondělí po Velikonocích | Svatodušní pondělí      | Pinkstermaandag                  | Lundi de Pentecôte                          | Pfingstmontag                           |
| 11. července               | Vlámský den             | Feest van de Vlaamse Gemeenschap |                                             |                                         |
| 21. července               | Národní den             | Nationale feestdag               | Fête nationale                              | Nationalfeiertag                        |
| 15. srpna                  | Nanebevzetí Panny Marie | Onze Lieve Vrouw hemelvaart      | Assomption                                  | Mariä Himmelfahrt                       |
| 27. září                   | Valonský den            |                                  | Fête de la Communauté française de Belgique |                                         |
| 1. listopadu               | Všech svatých           | Allerheiligen                    | Toussaint                                   | Allerheiligen                           |
| 11. listopadu              | Den příměří             | Wapenstilstand                   | Jour de l'armistice                         | Allerheiligen                           |
| 15. listopadu              | Německý den             |                                  |                                             | Tag der Deutsch-sprachigen Gemeinschaft |
| 25. prosince               | První svátek vánoční    | Kerstmis                         | Noël                                        | Weihnacht                               |